# Cryptocephalus pubicollis
Cryptocephalus pubicollis är en skalbaggsart som beskrevs av Linell 1898. Cryptocephalus pubicollis ingår i släktet Cryptocephalus och familjen bladbaggar. Inga underarter finns listade i Catalogue of Life.